# Banca Monte dei Paschi di Siena
Banca Monte dei Paschi di Siena S.p.A. (MPS) è un istituto di credito italiano, fondato nel 1472 sotto forma di Monte di Pietà per correre in aiuto alle classi disagiate della popolazione della città di Siena. È la più antica banca in attività e la più longeva al mondo.
Costituisce, assieme alle altre società, del gruppo, il sesto gruppo bancario italiano dopo Intesa Sanpaolo, UniCredit, Banco BPM, ICCREA Banca e BPER Banca. È attivo sull'intero territorio italiano e sulle principali piazze internazionali. L'operatività del gruppo, oltre all'attività bancaria tradizionale, copre l'asset management, il private banking (fondi comuni di investimento mobiliari, gestioni patrimoniali per i clienti privati, fondi pensione e polizze vita), l'investment banking alla finanza innovativa d'impresa (finanza di progetto, private equity e consulenza finanziaria).
Fino al 17 marzo 2017 è stata quotata nell'indice FTSE MIB della Borsa Italiana da cui è uscita in seguito al protrarsi della sospensione stabilita dalla CONSOB il 22 dicembre 2016, quando chiuse a un prezzo di 15,08 € per azione pari a una capitalizzazione scesa a soli 442 milioni di euro, in seguito alla richiesta dell'intervento dello Stato nel capitale sociale, dopo il fallito aumento di capitale da 5 miliardi di euro. Dal 25 ottobre 2017 in seguito all'approvazione della CONSOB del prospetto informativo dopo la ricapitalizzazione effettuata dallo Stato torna a essere quotata in Borsa con una capitalizzazione superiore ai 5 miliardi di euro. Dal 18 giugno 2018 è presente nell'indice FTSE Italia Mid Cap della Borsa Italiana e dal 20 marzo 2023 è tornata a far parte di FTSE MIB, dato che la capitalizzazione ha superato quella di Buzzi Unicem. Il 5 ottobre è stata annunciata la vendita ad una società partecipata da fondi gestiti da Warburg Pincus della controllata belga Banca Monte Paschi Belgio (BMPB). Il prezzo di vendita è stato fissato in 42 milioni di euro, soggetto ad un non meglio specificato meccanismo di aggiustamento prezzo.
L'azionista di maggioranza del Gruppo Montepaschi è lo Stato italiano che detiene complessivamente l'11,731% del capitale sociale, con la partecipazione diretta del Ministero dell'economia e delle finanze.

## Storia

### Dalla fondazione al ventennio fascista
Le Magistrature della Repubblica di Siena fondarono un Monte di Pietà chiamato Monte Pio il 27 febbraio 1472, con una delibera del Consiglio Generale della Repubblica, al fine di concedere il prestito alle “povare o miserabili o bisognose persone” con un minimo tasso d’interesse. Il successivo 4 marzo, il Consiglio della Campana di Siena con 196 voti a favore e 14 contrari lo approva definitivamente:
Dalla lettura di queste parole in volgare è possibile comprendere la grande innovazione dell’istituzione senese, operante ininterrottamente sin da quel 1472 e vero e proprio esempio di “welfare” (ante litteram) nei confronti del primo territorio di riferimento.
Due giorni dopo l’approvazione della Delibera con le «provisioni» sul Monte di Pietà senese (organismo laico e pubblico, a differenza, quindi, degli altri sorti in altre città d’Italia), il Consiglio della Campana del Comune di Siena tornò sull’argomento per «provedere al capitale d’esso Monte», in modo da assicurarne solida stabilità. Raggiunto finalmente un capitale iniziale di quasi 8.000 fiorini (anche con il concorso dell’antico Ospedale di Santa Maria della Scala) il Monte Pio iniziò a funzionare il 1° maggio 1472  anno in cui venne approvato il suo statuto e dal quale l'istituto di credito opera senza interruzione. Dopo l'annessione di Siena al Granducato di Toscana, con la riforma del 1568, le attività del Monte Pio si espansero al di fuori di quella del prestito su pegno senza interessi ai ceti più umili, e in particolare incominciò l'attività di credito fondiario ai possidenti agrari.
Nel 1580 il Monte assunse i caratteri della "banca pubblica", in quanto incominciò a svolgere la funzione di esattoria. Nel 1624 fu costituito un secondo monte, specializzato nel credito agrario, chiamato Monte non vacabile dei Paschi della città e stato di Siena, cui Ferdinando II de' Medici concesse a garanzia dei debiti le rendite dei pascoli demaniali della Maremma (i cosiddetti "Paschi"). Nel 1629 scoppiò un grave scandalo che coinvolse il camerlengo dell'istituto in carica tra il 1602 e il 1622, e cioè Armenio Melari. Venne infatti accusato dalle autorità cittadine di aver sottratto 40.000 scudi (2 milioni di euro attuali) dalle casse del Monte e condannato a morte tramite impiccagione. Pare però che il condannato sia riuscito a fuggire e a nascondersi in un convento, facendo perdere ogni sua traccia.
Nel 1783 i due monti furono unificati e la banca assunse l'attuale denominazione nel 1872.
Dopo il periodo napoleonico, il sistema di partecipazione delle rendite dei beni agricoli, dunque anche i paschi (pascoli), cade in disuso in tutta Europa. Con l'unità d'Italia la Banca estende la propria attività in tutta la penisola italiana, dando inizio a nuove attività, tra cui il credito fondiario, prima esperienza in Italia. Nel 1929 la Banca partecipa alla fusione tra Credito Toscano e Banca di Firenze dando vita alla Banca Toscana.

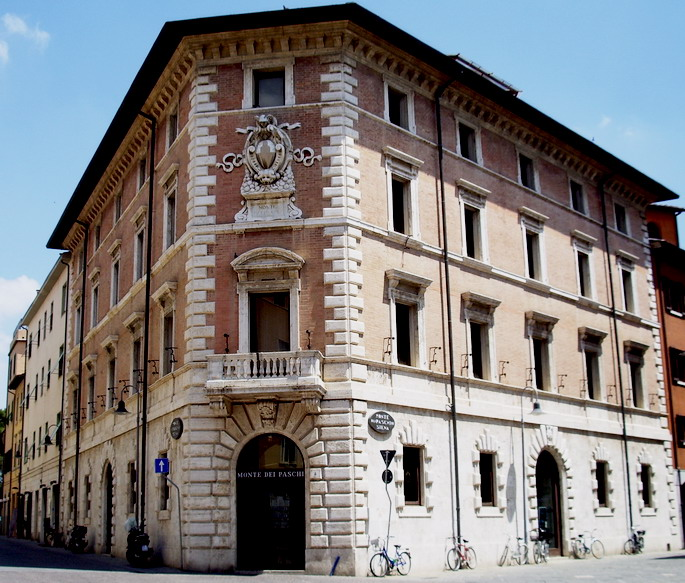
Il Palazzo del Monte dei Paschi a Grosseto

Con il R.D.L. 12 marzo 1936, n. 375 venne dichiarato istituto di credito di diritto pubblico. La banca si dota quindi di un nuovo statuto che, pur con varie modifiche, resta in vigore fino al 1995: in base a esso, nelle nomine di vertice vengono compartecipate le autonomie locali senese e toscana.

### Gli anni 1990
Nei primi anni novanta il Monte dei Paschi era diventato la quarta banca italiana per raccolta; nel periodo che va dal 1990 al 1995, il Monte dei Paschi di Siena è la prima banca in Italia a diversificare la propria attività nella bancassicurazione, con Monte dei Paschi Vita. Tramite Ducato Gestioni opera nei fondi comuni d'investimento. Nel 1990 acquisita il controllo del Mediocredito Toscano e dell'INCA (Istituto Nazionale per il Credito Agrario), le cui attività confluiranno in MPS Banca per l'Impresa e successivamente in MPS Capital Services. Acquisisce inoltre partecipazioni di controllo in banche estere, in Belgio, in Svizzera e in Francia.

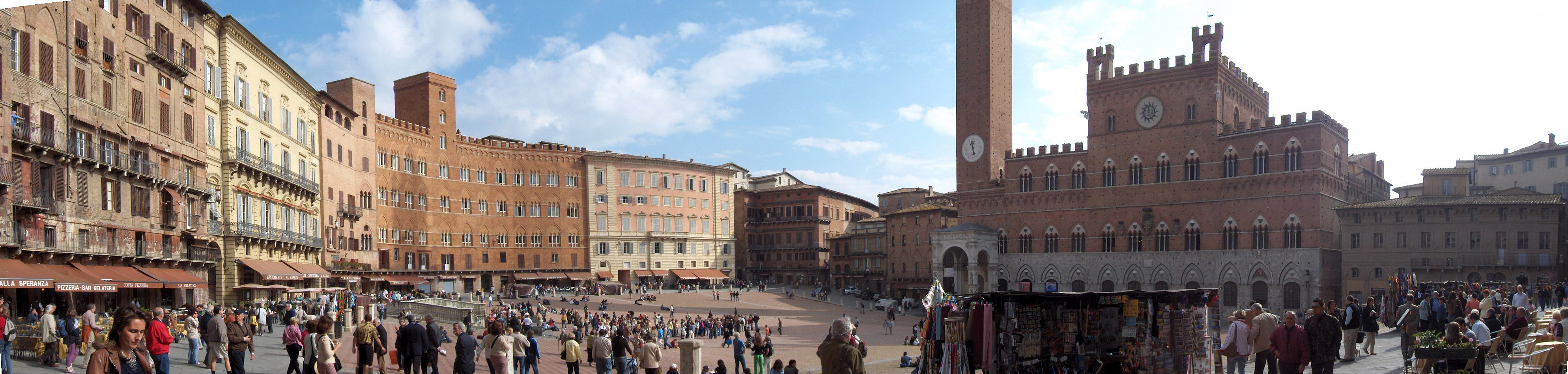
La Fondazione MPS ha sede nel Palazzo Sansedoni.

Il decreto del Ministero del tesoro dell'8 agosto 1995 dà origine a due enti: la Banca Monte dei Paschi di Siena S.p.A. e la Fondazione Monte dei Paschi di Siena, quest'ultimo un ente no-profit che ha per scopo statutario finalità di assistenza e beneficenza, nonché di utilità sociale nei settori dell'istruzione, della ricerca scientifica, della sanità e dell'arte, soprattutto con riferimento alla città e alla provincia di Siena.
Il 25 giugno 1999 la Banca Monte dei Paschi di Siena viene quotata sulla Borsa Valori di Milano con un'offerta pubblica che fa registrare richieste di acquisto pari a dieci volte l'offerta.

### Gli anni 2000, l'acquisizione di Banca Antonveneta e la riorganizzazione
Con la quotazione in Borsa comincia un'intensa fase di espansione territoriale e operativa. Vengono acquisite partecipazioni in significative banche regionali con forte radicamento territoriale, tra cui Banca Agricola Mantovana e Banca del Salento (poi Banca 121). L'acquisizione della BAM ha permesso alla Banca di incrementare la sua presenza nell'Italia settentrionale, quella della Banca del Salento principalmente nel meridione. Si dà vita al potenziamento delle strutture produttive, nel settore del credito specializzato e dei prodotti finanziari per le imprese, così come nel comparto del credito al consumo, con la società Consum.it, e nel settore dell'investment banking, nel risparmio gestito e nel parabancario, in particolare con la banca MPS Leasing & Factoring. Parallelamente, si procede con il riassetto organizzativo interno del gruppo, finalizzato all'applicazione di un modello specialistico multimercato.
L'8 novembre 2007 il Monte dei Paschi di Siena, presieduto da Giuseppe Mussari, annuncia con una nota di aver raggiunto un accordo con Banco Santander per l'acquisto di Banca Antonveneta per 9 miliardi di euro, esclusa la controllata Interbanca che rimane di proprietà della banca spagnola. Antonveneta è la banca padovana che, dopo il caso Bancopoli, fu acquistata da ABN AMRO e sarebbe dovuta passare al Banco Santander dopo l'acquisto della banca olandese da parte del consorzio composto da RBS, Santander, Fortis.
Nel 2010 ha superato lo "stress test" effettuato dal Committee of European Banking Supervisors. Il test analizzava la solidità patrimoniale degli istituti bancari per verificare le capacità di resistenza alle crisi. Al 4 febbraio 2011 risultava essere la quarta banca italiana nella classifica delle 15 banche a maggiore capitalizzazione tra quelle quotate sulla borsa italiana. MPS chiude il 2011 con una perdita netta di 4,69 miliardi di euro. Nell'assemblea dei soci del 27 aprile 2012, su indicazione della Fondazione MPS, viene nominato presidente del Cda della banca Alessandro Profumo, già amministratore delegato di UniCredit dal 1998 al 2010, mentre amministratore delegato diviene Fabrizio Viola, che dal gennaio 2012 è anche direttore generale. A seguito dell'acquisto per 10 miliardi di euro di Banca Antonveneta la banca subisce un pesante passivo che coinvolge anche la Fondazione MPS, principale azionista.
Il 27 giugno 2012 viene approvato il nuovo piano di riassetto del gruppo Montepaschi per il triennio 2012-2015, fortemente improntato alla riduzione dei costi e alla razionalizzazione. L'operazione prevede la soppressione di oltre 4.600 posti di lavoro con incorporazione delle controllate, la chiusura di 400 filiali entro il 2015, cessioni di attività, svalutazione degli avviamenti (per una cifra da definire) e la richiesta di liquidità allo Stato Italiano per 3,4 miliardi di euro (per mezzo dei cosiddetti Monti bond). I sindacati dei dipendenti del gruppo si oppongono a questo piano di riassetto e indicono scioperi generali il 16 marzo 2012 e il 27 luglio 2012; la partecipazione a tali iniziative è molto alta, con adesione allo sciopero di circa l'85% del personale e conseguente chiusura del 90% delle filiali su tutto il territorio nazionale. Folte manifestazioni di protesta (con cortei e comizi) si tengono a Siena (oltre quattromila partecipanti), e in altre città italiane. In questo frangente vennero pesantemente tagliate le attività di sponsorizzazione, su tutte quelle (particolarmente longeve e munifiche) concesse alle società senesi di calcio (AC Siena) e di pallacanestro (Mens Sana Basket), che anche grazie alle risorse MPS avevano ottenuto ottimi risultati a livello nazionale e internazionale. Nel 2014 entrambi i sodalizi in questione, quasi simultaneamente, entrarono irreversibilmente in crisi e cessarono l'attività.
Il 5 maggio 2013 il Fondo Monetario Internazionale, all'interno di un report, stimola le autorità di controllo italiane e il governo all'esecuzione del piano di ristrutturazione come previsto e a intervenire qualora necessario per centrare gli obiettivi prefissati nello stesso. In data 9 giugno 2014 prende inizio un aumento di capitale da 5 miliardi di euro molto diluitivo, destinato a stravolgere gli assetti azionari.
L'8 novembre 2013 nasce Widiba (WIse Dialog BAnk), in seguito ridenominata Banca Widiba la banca online del Gruppo MPS, della quale è socio unico, definita come uno dei pilastri per il rilancio e il riposizionamento del modello di business del Gruppo.
Il 26 ottobre 2014 MPS è bocciata dagli stress test della Banca centrale europea ed è costretta a varare un nuovo aumento di capitale da 3 miliardi di euro, anch'esso molto diluitivo (fino al 90%), che si tiene dal 25 maggio all'inizio di giugno 2015, appena un anno dopo il precedente. In Borsa, il titolo MPS perde il 39,2% nelle ultime cinque sedute di ottobre 2014. Nel giugno 2015 la banca termina il rimborso dei Monti bond. Mentre il capitale viene rimborsato in denaro, una parte degli interessi (240 milioni) vengono rimborsati tramite azioni, rendendo lo Stato Italiano azionista della banca con il 4% del capitale. Nell'agosto 2015 Alessandro Profumo lascia la carica di presidente, sostituito da Massimo Tononi. Sulla crisi dell'istituto senese, a settembre del 2016 dichiarò di avere «visto i massoni all'opera».
Il 29 luglio 2016, in concomitanza con la pubblicazione dei risultati degli stress test condotti dall'Autorità bancaria europea, che evidenziano per MPS un impatto molto severo nello scenario "adverse" con un CET1 nel 2018 pari a -2,2%, mentre nello scenario "baseline" il CET1 nel 2018 si conferma al 12%, l'amministratore delegato Fabrizio Viola presenta un piano per una "Soluzione strutturale e definitiva per l’attuale portafoglio in sofferenza" con l'obiettivo di giungere a una "Banca patrimonialmente solida e con un ridotto profilo di rischio attraverso un’operazione di mercato e nel pieno rispetto delle richieste della BCE in termini di asset quality. L'8 settembre 2016 il consiglio di amministrazione di MPS annuncia che l'amministratore delegato Fabrizio Viola lascerà la banca; le condizioni della risoluzione del contratto di Viola sono rese note il 14 settembre e avranno decorrenza 15 ottobre 2016. Contestualmente, si dimette anche il presidente Massimo Tononi. A partire dal 20 settembre 2016 è amministratore delegato e direttore generale Marco Morelli.
Il 25 ottobre 2016, in occasione della presentazione dei risultati finanziari al 30 settembre 2016, Marco Morelli illustra agli analisti e alla stampa il nuovo piano industriale 2016-2019 assieme al progetto per creare una Banca patrimonialmente solida e con un ridotto profilo di rischio.
Il 24 novembre 2016, durante l'assemblea degli azionisti che vara un nuovo aumento di capitale da 5 miliardi di euro, è nominato presidente di MPS Alessandro Falciai, già membro del CdA e azionista di riferimento della Banca.

### La partecipazione statale nel 2017
Il giorno della scadenza dell'aumento di capitale, a seguito del non raggiungimento della soglia prevista, la sera del 22 dicembre 2016 il Governo, tramite decreto legge, ha istituito un fondo di 20 miliardi per subentrare nell'azionariato di banche italiane in difficoltà, incluso il Monte dei Paschi, nella misura in cui possa "raggiungere i requisiti richiesti dagli stress test" del 2016, come ha comunicato il Ministro dell'Economia Padoan. Negli stessi giorni la BCE ha comunicato che l'aumento di capitale dovrà a questo punto essere di 8,8 miliardi di euro.
Nel 2017, a seguito dell'operazione di burden sharing come previsto dalla direttiva europea BRRD, con un investimento da 5,4 miliardi di euro lo Stato entra nel capitale di MPS, diventando primo azionista con il 68% del capitale sociale

### Ritorno alla redditività e privatizzazione (dal 2023)
Il 20 novembre 2023 il governo italiano ha ceduto una partecipazione del 25% in MPS, privatizzando così parzialmente la banca e riducendo la partecipazione del governo dal 64% al 39%.
Dopo una perdita di 178 milioni di euro nel 2022, MPS è tornata all'utile dell'intero anno con utili record di poco più di 2 miliardi di euro per il 2023. A febbraio 2024, MPS ha pagato il suo primo dividendo dal 2010, restituendo agli azionisti 315 milioni di euro.
Il 27 marzo 2024 il governo italiano ha ceduto un'ulteriore partecipazione del 12,5% in MPS, per un corrispettivo di circa 650 milioni di euro. Questa vendita riduce ulteriormente la partecipazione dell'Italia in MPS, riducendola al 26,7% dal 39,2%, e fa avanzare il piano del governo di privatizzare MPS.
Il 14 novembre 2024 il governo italiano ha ceduto una partecipazione del 15% in MPS per 1,1 miliardi di euro, riducendo così la propria partecipazione in MPS all'11,7% dal 26,7%, e Banco BPM ha colto l'opportunità della cessione per acquistare una posizione del 5% in MPS mentre Anima Holding ha acquistato una partecipazione del 3% in MPS. Con questa vendita, il governo italiano rispetta gli impegni di privatizzazione assunti nei confronti dell'UE (durante il salvataggio di MPS nel 2017), nello specifico, di ridurre la propria partecipazione al di sotto del 20% entro la fine del 2024.
Il 24 gennaio 2025 MPS ha annunciato il lancio di un'offerta pubblica di acquisto da 13,3 miliardi di euro per la rivale più grande Mediobanca, proposta giudicata ostile da quest'ultima.

## Capitale sociale e principali azionisti
Il capitale sociale dell'istituto senese è pari a 7.453.450.788,44 euro e risulta composto da 1.259.689.706 azioni ordinarie.
In occasione dell'assemblea ordinaria del 17/04/2025, la quota in possesso del MEF risulta pari al 11.731%, con quote significative in possesso al Gruppo Francesco Gaetano Caltagirone, alla Delfin S.A.R.L, al Banco BPM e alla G.G.G. S.p.A. Il 56.443% delle azioni risulta in mano ad "Altri azionisti"

### Precedente azionariato
Fino al 2012 la maggioranza del capitale sociale della banca era in mano alla Fondazione Monte dei Paschi, ma da quell'anno la Fondazione ha incominciato a dismettere e diluire, in seguito ad aumenti di capitale, la propria partecipazione fino ad arrivare, nel 2016, a possedere solo circa l'1,5% del capitale.
Al 31 dicembre 2016, come risulta dal bilancio, l'azionista di riferimento è diventato lo Stato Italiano attraverso la partecipazione del Ministero dell'economia e delle finanze.
Alla vigilia del ritorno in Borsa del 25 ottobre 2017, il 53,4% del capitale sociale era del Ministero dell'economia e delle finanze, una quota di poco inferiore era in mano ai titolari delle obbligazioni subordinate convertite in azioni, il resto, circa il 2%, è rimasto ai vecchi azionisti. 
Successivamente, al 18 dicembre 2017, la quota dello Stato ha raggiunto il 68,2%, dopo che l'83,476% degli obbligazionisti retail, cioè dei piccoli risparmiatori, già possessori di bond subordinati, in seguito alla proposta del Mps, hanno convertito le proprie azioni, ricevendo in cambio bond senior della banca stessa.
Generali è il secondo azionista con il 4,319% mentre MPS ha in portafoglio il 3,181% di azioni proprie.
| Azionista                               | 31/12/2024 | 31/12/2017 | 31/12/2016 | 31/12/2015 | 31/12/2014 | 31/12/2013 | 31/12/2012 | 31/12/2011 | 31/12/2010 |
| --------------------------------------- | ---------- | ---------- | ---------- | ---------- | ---------- | ---------- | ---------- | ---------- | ---------- |
| Ministero dell'economia e delle finanze | 11,731%    | 68,25%     | 4,02%      | 4,50%      | -          | -          | -          | -          |            |
| Francesco Gaetano Caltagirone           | 5,026 %    | -          | -          | -          | -          | -          | -          | 4,05%      | 4,81%      |
| Banco BPM Spa                           | 5,003 %    |            |            |            |            |            |            |            |            |
| Anima Holding Spa                       | 3,992 %    |            |            |            |            |            |            |            |            |
| Delfin Sarl                             | 3,509 %    |            |            |            |            |            |            |            |            |
| Fondazione Monte dei Paschi di Siena    | -          | -          | 0,10%      | 1,49%      | 2,50%      | 33,5%      | 34,94%     | 45,76%     | 45,68%     |
| AXA SA                                  | -          | 4,32%      | 3,17%      | 3,17%      | 3,17%      | 3,72%      | 3,59%      | 3,96%      | 4,56%      |
| Classic Fund Management AG              |            | -          | -          | 2,00%      | -          | -          | -          | -          |            |
| Fintech Advisory Inc.                   |            | -          | -          | 4,50%      | -          | -          | -          | -          |            |
| BTG Pactual Europe                      |            | -          | -          | -          | 2,00%      | -          | -          | -          |            |
| Finamonte Srl                           |            | -          | -          | -          | -          | 4,00%      | 4,00%      | -          |            |
| JPMorgan Chase                          |            | -          | -          | -          | -          | 2,53%      | 2,53%      | 2,69%      | 5,54%      |
| Unicoop Firenze                         |            | -          | -          | -          | -          | -          | 2,73%      | 2,90%      | 3,32%      |

## Filiali
La banca MPS conta più di 1200 filiali e 125 centri specialistici.

## Banca Widiba
Banca Widiba (Wise Dialog Bank) è la banca digitale e di consulenza finanziaria del Gruppo Montepaschi, della quale è socio unico, fondata l'8 novembre 2013.
Riceve da Monte dei Paschi di Siena i rami d'azienda Area Sviluppo Banca Online, Servizio Promozione Finanziaria, Dipartimento Operativo Rete Promozione Finanziaria con oltre 235 dipendenti e più di 570 consulenti finanziari soggetti a contratto d'agenzia con Banca Widiba.
Il servizio di consulenza patrimoniale di MPS è totalmente gestito da Banca Widiba.

## Dati finanziari
La tabella seguente riassume i dati finanziari del gruppo 
| Anno | Proventi operativi netti (in milioni di €) | Utile di esercizio (in milioni di €) | Totale dell'attivo (in miliardi di €) | Patrimonio netto (in miliardi di €) |
| ---- | ------------------------------------------ | ------------------------------------ | ------------------------------------- | ----------------------------------- |
| 2020 | 2,917                                      | -1,700                               | 145                                   | 9,8                                 |
| 2021 | 2,980                                      | 310                                  | 132                                   |                                     |
| 2022 | 3,088                                      | - 205                                | 138                                   |                                     |
| 2023 | 3,800                                      | 2,052                                |                                       | 10                                  |
| 2024 | 4,034                                      | 1,951                                |                                       | 11,6                                |

## La collezione artistica
La collezione artistica del Monte dei Paschi di Siena nasce con le prime opere commissionate per dare lustro all'Istituto appena nato, come l'affresco della Madonna della Misericordia ordinata nel 1481 a Benvenuto di Giovanni per celebrare la fondazione della Banca. La collezione si è arricchita nel corso dei secoli e oggi accoglie opere di artisti del ‘300 (come Pietro Lorenzetti), del ‘400 (come Stefano di Giovanni detto il Sassetta e Benedetto da Maiano), del ‘500 (come Domenico Beccafumi e Arcangelo Salimbeni), del ‘600 (come Francesco Vanni e Giovan Francesco Rustici), dell'800 (come Amos Cassioli), fino ad arrivare ai nostri giorni. Dal 2016 la Banca ha dedicato alla propria collezione un sito internet dedicato.
Negli anni la collezione si è ampliata con il recupero e incameramento di opere di autori senesi, al fine di riportare nel territorio opere che erano state precedentemente esportate per vari motivi.

## Vicende giudiziarie

### Scandalo MPS
Il 4 aprile 2013, Bankitalia sanziona gli ex vertici del Monte dei Paschi con una multa da 5 milioni di euro.

### Il dissesto della banca
Il 30 luglio 2013, a Siena il pubblico ministero ha concluso le indagini sul dissesto che l'acquisizione sovrapprezzo della Banca Antonveneta avrebbe portato al Monte dei Paschi di Siena e mandato undici avvisi di garanzia, uno dei quali all'ex presidente Giuseppe Mussari e uno ad Antonio Vigni, ex direttore generale, ai quali vengono imputati vari reati, come la manipolazione dei mercati e l'ostacolo alle attività di vigilanza. Tra le banche indagate oltre il Monte dei Paschi, l'americana JPMorgan Chase.
Un altro filone d'inchiesta riguarda i contratti derivati Alexandria e Santorini, sottoscritti rispettivamente con la banca giapponese Nomura Holdings e la banca tedesca Deutsche Bank. I dirigenti incriminati si sono serviti dei derivati per coprire alcune perdite registrate in bilancio, spostandole sugli esercizi futuri. Secondo l'accusa, questi contratti non sarebbero stati rivelati né ai controllori interni né alle autorità di vigilanza. Solo quando nel 2012 sono arrivati al Monte i nuovi vertici (Alessandro Profumo e Fabrizio Viola), queste operazioni e altre simili sarebbero state scoperte. La Deutsche Bank era già sotto inchiesta in Germania.

Il 31 ottobre 2014 il Tribunale di Siena, in primo grado, per ostacolo alla vigilanza aveva condannato a 3 anni e 6 mesi di reclusione ciascuno e con l'interdizione dai pubblici uffici per 5 anni, di Giuseppe Mussari, Antonio Vigni e Gianluca Baldassarri, (ex capo dell'area finanza Mps) per ostacolo all'Autorità di vigilanza. I restanti filoni d'inchiesta vengono trasferiti successivamente per competenza territoriale al Tribunale di Milano.

Nel 2017 invece, la Corte d'Appello di Firenze ha assolto Giuseppe Mussari, Antonio Vigni e Gianluca Baldassarri dall'accusa di ostacolo alla vigilanza in merito alla ristrutturazione del derivato Alexandria, sentenza confermata dalla Corte di Cassazione il 4 luglio del 2019.
Nel novembre 2019 il tribunale di Milano ha condannato l'ex presidente Giuseppe Mussari a 7 anni e 6 mesi di reclusione, l'ex direttore generale Antonio Vigni a 7 anni e 6 mesi, l'ex responsabile area finanza Gianluca Baldassari a 4 anni e 8 mesi, l'ex direttore finanziario Daniele Pirondini a 5 anni e 3 mesi per falso in bilancio e aggiotaggio per le operazioni in derivati che occultarono le perdite del disastro Antonveneta. Condannati anche sei ex manager di Deutsche Bank e due di Nomura: alle due banche sequestrati 150 milioni.
Nel maggio 2022 invece, la Corte d'Appello di Milano, ribaltando la sentenza di primo grado, ha assolto Giuseppe Mussari, Antonio Vigni, Gianluca Baldassarri, Daniele Pirondini, i sei ex manager di Deutsche Bank e due di Nomura, revocando le confische dei beni, perché il fatto non sussiste, e, per alcune ipotesi, perché non costituisce reato. La sentenza di assoluzione è stata confermata dalla Corte di Cassazione l'11 ottobre del 2023.

### La "banda del 5%"
Un'altra inchiesta, aperta dalla Procura di Siena, riguarda la «banda del 5 per cento»: Gianluca Baldassarri, secondo l'accusa, era il capo di una banda di esperti della finanza che per più dieci anni hanno rubato il 5% sulle operazioni finanziarie. A favore dello stesso nel luglio del 2019, viene pronunciata sentenza di assoluzione perché il fatto non sussiste.

### Reati fiscali
Un'altra inchiesta riguarda i reati fiscali durante la gestione dal 2005 al 2008 imputate 11 persone fra ex vertici e manager del Monte dei Paschi.